# Сятковский, Дариуш
Дариуш Сятковский (пол. Dariusz Siatkowski) — польский  актёр театра, кино и телевидения; также театральный режиссёр.

## Биография
Родился в Кошалине. Актёрское образование получил в Государственной высшей театральной школе в Кракове, которую окончил в 1984 году. Актёр театров в Лодзи, Кракове и Вроцлаве. Выступал в спектаклях «театра телевидения» с 1987 года. Умер в Лодзи, похоронен на коммунальном кладбище в Кошалине.

## Избранная фильмография
- 1985 — Детские сцены из жизни провинции / Sceny dziecięce z życia prowincji
- 1988 — Между волки / Pomiędzy wilki
- 1988 — Пограничье в огне / Pogranicze w ogniu
- 1990 — Похороны картофеля / Pogrzeb kartofla
- 1991 — Три дня без приговора / Trzy dni bez wyroku
- 1994 — Смерть как краюшка хлеба / Śmierć jak kromka chleba
- 1998 — Демоны войны / Demony wojny według Goi
- 2008 — Старик и пес / Stary człowiek i pies
- 2009 — Теперь и всегда / Teraz i zawsze
- 2010 — Не оставляй меня / Nie opuszczaj mnie

## Признание
- 2001 — Награда за роль — 41-е Калишские театральные встречи.